# ماركو أوروزكو رويز فيلاسكو
ماركو أوروزكو رويز فيلاسكو (بالإسبانية: Marco Orozco Ruiz Velasco)‏ هو سياسي مكسيكي، ولد في 16 فبراير 1959 في ولاية نويفو ليون في المكسيك. حزبياً، نشط في حزب العمل الوطني. وقد انتخب عضو مجلس النواب المكسيك.